# El último judío de Vínnitsa
«El último judío de Vinnitsa» (en alemán: Der letzte Jude von Winniza) es una fotografía que representa un episodio del Holocausto en Ucrania, concretamente en Vínnitsa. Representa cómo un soldado alemán puso una pistola en la cabeza de un judío desconocido, de cuclillas al borde de una fosa con los cuerpos de sus correligionarios que habían sido asesinados previamente. La foto, tomada por un alemán, presumiblemente cómplice en el asesinato de judíos, es una de las fotografías más difundidas del Holocausto.

## Contexto
La comunidad judía de Vínnitsa, en el centro del Óblast de Vínnitsa, tiene una larga y antigua historia. En 1939, cuando comenzó la Segunda Guerra Mundial, la población judía era de 33.150 personas, es decir, el 35,6% de la población total de la ciudad. Durante la Gran Guerra Patriótica, el 19 de julio de 1941, Vínnitsa fue capturada por la Wehrmacht. Parte de la población judía logró evacuar junto con el Ejército Rojo en retirada, sin embargo, los que permanecieron en la ciudad (que fue la mayoría) fueron encerrados en el gueto, en el área del barrio judío "Jerusalemka", creándose para tal fin el consejo judío de gobierno en la ciudad. El 28 de julio de 1941, los primeros 146 judíos fueron fusilados en Vínnitsa. El 1 de agosto se reanudaron las ejecuciones con el asesinato de 25 intelectuales judíos, y el 13 de agosto fueron ejecutadas otras 350 personas. El 5 y 13 de septiembre, en preparación para la "Solución Final de la Cuestión Judía", 1.000 y 2.200 judíos fueron asesinados en el territorio de Vínnitsa. Del 19 al 22 de septiembre, otros 28 mil judíos fueron fusilados, la mayoría prisioneros en el gueto de Vínnitsa. Después de la confiscación de los objetos de valor, los judíos fueron conducidos a grandes zanjas, cavadas previamente en muchos lugares de la ciudad, y fusilados. Estos asesinatos fueron registrados en una película.
Los batallones de la policía alemana y los Einsatzgruppen participaron en las ejecuciones con la ayuda de colaboradores ucranianos. Algunos de los especialistas judíos quedaron con vida, cuyo trabajo era necesario para las autoridades de ocupación alemanas. La conveniencia de utilizar judíos en el trabajo fue cuestionada debido al "peligro" que amenazaba la construcción del cuartel general de Hitler. A partir del 1 de enero de 1943, se identificaron 5000 judíos durante el censo, algunos de ellos fueron conducidos a Vínnitsa desde las regiones circundantes. Muchos murieron de tifus y de hambre, así como también fueron asesinados prisioneros de guerra judíos. El 16 de abril, la casi totalidad de los judíos fueron fusilados y el 25 de agosto, los últimos 150 especialistas judíos que quedaban con vida fueron asesinados. Vínnitsa fue declarada "libre de judíos" .

## Descripción
Ubicación: Vínnitsa, RSS de Ucrania. El tiempo es posiblemente julio de 1941, al menos entre 1941 y 1943.

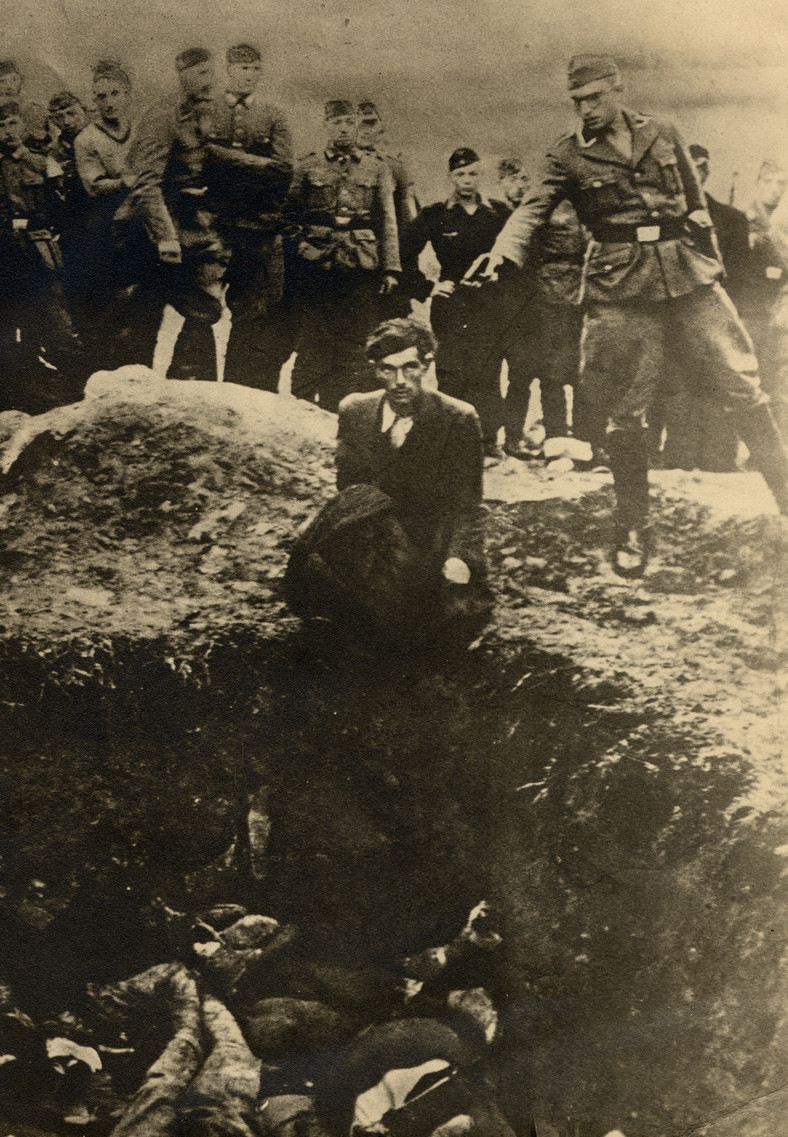
"El último judío de Vínnitsa"

Una fosa llena de muchos cuerpos de personas recién asesinadas. En su borde hay un judío desconocido. Vestido con una chaqueta con una camisa blanca y su abrigo entre sus manos, se arrodilla en una pose erguida. Con una mirada severa de sus ojos muy abiertos, el judío mira directamente a la cámara, que captura sus labios comprimidos, mejillas hundidas y una mata de cabello negro. Detrás, sobre un pequeño montón de tierra de una tumba abierta, se encuentra un soldado. Un alemán con anteojos y rostro sin afeitar, vestido con un uniforme militar gris de campo, que consiste en una gorra de campo, botas altas negras pulidas, un cinturón con hebilla, una camisa y pantalones. Su chaqueta está desabrochada y su ropa no está manchada de tierra. Un soldado se prepara para dispararle a un judío apuntándole a la cabeza con una pistola "Walther P38". En el fondo, 14 espectadores, miembros de los Einsatzgruppen, tropas de las SS y del Servicio de Trabajo del Reich, esperan mientras observan otro asesinato del día, que los críticos sugieren que debe haber tenido cientos, si no miles, de víctimas inocentes. Uno de los principales participantes en esta acción, no capturado en la imagen, permaneció detrás de escena en el lado opuesto de la tumba; posiblemente sea un fotógrafo experimentado con una cámara Leica en miniatura, como lo demuestra el formato de retrato y la resolución de la foto. La imagen también se distingue por la atención al detalle, en la que se puede discernir el deseo del fotógrafo de llevarse algo como recuerdo, una especie de "souvenir". Es posible que los soldados reunidos estén esperando el momento exacto en que el fotógrafo, su camarada, tomara su foto escenificada, después de lo cual seguirá la toma. El judío, que no muestra signos de resistencia, se distingue por una mayor dignidad que su "entorno". Como señalan los críticos, él sabe que su muerte es inevitable, que su muerte será rápida, que la fuerza letal de una bala empujará su cuerpo con una bala a través de la nuca hacia una zanja, que su cuerpo caerá sobre los cuerpos de hombres, mujeres y niños de Vínnitsa, sus parientes, parientes, amigos. Al mismo tiempo, la expresión en el rostro de este judío desconocido un segundo antes de la muerte no expresa horror, sino repugnancia, repugnancia por lo que se le está haciendo, por quién lo está haciendo, y por el hecho de que estas personas pueden no solo hacerlo, sino también verlo.
En el reverso de la fotografía había una inscripción manuscrita: "El último judío de expresa" (en alemán: Der letzte Jude von Winniza), de donde obtuvo su nombre. En 1942, en vista de la finalización de la construcción del cuartel general, el SS-Brigadeführer y el comandante del Einsatzgruppe Max Thomas ordenaron que los últimos judíos "desaparecieran" antes de la llegada de Hitler tanto de Vínnitsa como de la propia Ucrania..  [./Последний_еврей_Винницы#cite_note-_7a9b9f524a3a56f8-23 [23]] El nombre también puede insinuar el hecho de que este es el último judío de Vínnitsa, y posiblemente de una especie, muchos de los cuales desaparecieron en el Holocausto.

## Historia y percepción
La fotografía fue publicada por primera vez en 1961 por United Press International, que la recibió de Al Moss de Chicago, Illinois. Moss, un judío nacido en 1910 en Szydłowiec, fue prisionero de varios campos de concentración, como Auschwitz, Ridelroh, Campo de concentración Allac. En mayo de 1945 en Múnich, poco después de la liberación de la ciudad y de él mismo del campo por parte del Ejército de los Estados Unidos, compró un álbum de un soldado alemán, donde se encontraba esta fotografía. Moss decidió publicar la fotografía durante el juicio de Eichmann para que la gente de todo el mundo supiera lo que había sucedido. Después de eso, la foto fue ampliamente difundida, en particular, fue publicada a página completa en el periódico judío The Forward.
La fotografía es una de las imágenes más famosas y publicadas del Holocausto, provocando en el espectador horror, conmoción y lástima por las víctimas del nazismo, siendo tomada, quizás, por un cómplice de los crímenes nazis, y no por su acusador entre los aliados.
La banda de hardcore punk Agnostic Front utilizó la imagen como parte de la portada de su primer álbum de estudio Victim in Pain de 1984. A raíz de esto, los miembros fueron acusados de racismo, y el vocalista Roger Miret explicó su elección de la siguiente manera: "Pensé, hombre, esto debe hacerse público para que la historia no se repita". En 2019, la división de Reino Unido de Amazon publicó para la venta camisetas estampadas con la foto, prendas que fueron retiradas de la venta tras la repercusión en redes sociales y medios de prensa.